# アンドレアス・オブスト
アンドレアス・オブスト（Andreas Obst、1996年7月13日-） は、ユーロリーグのバイエルン・ミュンヘンに所属するドイツのプロバスケットボール選手。

## プロとしてのキャリア
2024年11月23日に行われたユーロリーグのFCバルセロナ・バスケット戦では、スリーポイントシュートを16本試投し11本成功させ、ユーロリーグの歴代新記録となった。